# カタルーニャ選手権
カタルーニャ選手権 (カタルーニャせんしゅけん、Campionat de Catalunya/カンピオナット・ダ・カタルーニャ)は、20世紀前半に存在したスペイン・カタルーニャの最上位サッカーリーグ。1902年度のリーグ戦から、上位入賞クラブチームにコパ・デル・レイ出場権が与えられるようになった。

## コパ・マカヤ
カタルーニャ選手権の前史として、1901年に開催された「コパ・マカヤ」という大会がある。カタルーニャ最古のサッカークラブのひとつ、イスパニア・アトレティックのアルフォンス・マカヤが主催したリーグ戦形式の大会で、コパ・デル・レイより2年早く開催されたスペイン最古、イベリア半島全体では3番目に古いサッカー大会である (それ以前、1894年にポルトガルで「タッサ・ドン・カルロス・プリメイロ」が、1895年にイギリス植民地ジブラルタルで「マーチャンツ・カップ」が既に行われていた)。
コパ・マカヤ初期は参加資格があいまいなため、多様なクラブが参加することになり、当時ならではの状況を生み出した。たとえば、大学生によるクラブ「ウニベルシタリSC」の選手である学生が試験勉強のため試合に来られない、審判を務める予定の人間が欠場したため観客の一人に代理審判をやってもらう、などといった珍事も起こっていた。

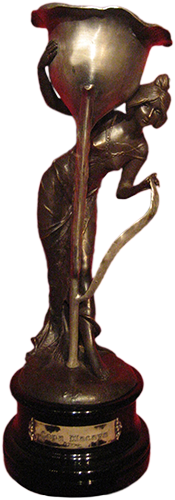
コパ・マカヤ

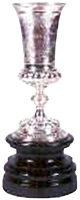
コパ・FCバルセロナ

| シーズン  | 優勝           | 2位          | 3位                  | チーム数 |
| --------- | -------------- | ------------ | -------------------- | -------- |
| 1900-1901 | イスパニアAC   | FCバルセロナ | エスパニョール       | 5 (6)    |
| 1901-1902 | FCバルセロナ   | イスパニアAC | エスパニョール       | 5        |
| 1902-1903 | エスパニョール | イスパニアAC | FCインテルナシオナル | 3 (5)    |

## コパ・FCバルセロナ
1902－1903年のコパ・マカヤでは、出場資格のない選手を起用して勝ち点をはく奪されたFCバルセロナ、ウニベルシタリSCが棄権し当該試合結果を取り消された。その後、FCバルセロナが主催する「コパ・FCバルセロナ」が開催された。
| シーズン  | 優勝         | 2位            | 3位          | チーム数 |
| --------- | ------------ | -------------- | ------------ | -------- |
| 1902-1903 | FCバルセロナ | エスパニョール | イスパニアAC | 8 (11)   |

## カタルーニャ選手権
第4回目の大会から、コパ・マカヤ実行委員のトーマス・シールズから、サッカークラブ協会の臨時会長エドゥアルド・アレッソンの手に大会統括の権限が移った。そして1903年10月16日にクラブ協会は合意に達し、1903－1904年度大会から、優勝クラブに過去3大会の王者と同じくコパ・マカヤを授与し、準優勝クラブには「コパ・トリノ」を授与することが決定した。その後1903年11月19日にイスパニアACが解散し、二度と出場しなかった。第4回大会以降はエスパニョールとFCバルセロナの二強体制が徐々に構築されていく。第4回大会コパ・トリノ (準優勝)は、順位決定戦でFCカタラーを破ったFCインテルナシオナルが獲得した。
こうしてコパ・マカヤを優勝トロフィーとして前史から引き継いだ1903－1904年度大会が、カタルーニャ選手権としての第1回目と考えられている。ここからは特定クラブではない組織 (クラブ協会、のちのカタルーニャサッカー連盟)によって運営されていく。リーガ・エスパニョーラの創設以前、カタルーニャ選手権はスペインで最もレベルの高いリーグ戦のひとつであり、歴史と伝統も兼ね備えていた。1939-1940年度を最後に、フランコ政権はカタルーニャ選手権を含むスペインの地域サッカー選手権をすべて廃止した。
1912－1913年度、カタルーニャのサッカー統括組織は「サッカークラブ連盟 (本流)」と「サッカー協会 (分派)」とに分裂し、2つのカタルーニャ選手権が並行して開催された。後者を率いたのはFCバルセロナであり、両大会とも公式記録にカウントされている。協会側カタルーニャ選手権はFCバルセロナが優勝したが、関心の低さから第4節で打ち切られた。
1917－1918年度から、カタルーニャ選手連はプロとしての競技力・運営水準ともに大きく向上していった。1部リーグと2部リーグ (セゴナ・カテゴリア)はそれぞれ6チーム制に絞られ、1924－25シーズンに1部は8チーム制に拡張された。
1925－1926年度は、FCバルセロナのファンが親善試合でオルフェオ・カタラー合唱団によるスペイン国歌にブーイングした事に対する処分で、当時の本拠地カンプ・ダ・ラス・コルツが半年間使用禁止となり、その影響で開幕が遅れた。また、エスパニョールは1軍チームがアメリカ遠征ツアーに出たため、このシーズンのカタルーニャ選手権に2軍チームを出場させた。
1928－1929年度はリーガ・エスパニョーラ初年度シーズンがあったため、カタルーニャ選手権1部のチーム数は6チームに削られ、9月から11月までの短期間に行われた。1931－1932年度は8チームまで拡大され、1934－1935年度には再度6チーム制となった。
1936年にスペイン内戦が始まったが、カタルーニャ地方はまだ戦場にはなっていなかったため、1936－1937年度のカタルーニャ選手権は開催された。レアル・マドリードが参加の意思を表明したが、実現することはなかった。このシーズンの上位4クラブは、内戦に伴うリーガ・エスパニョーラ中断期の大会「リーガ・メディテラニア」に出場した。内戦が激化した翌1937－1938シーズンは、チーム数が8に拡大され、その翌シーズンはついに開催されなかった。
1939－1940年度はカタルーニャ選手権の最終シーズンとなった。内戦に勝利したフランコ政権は、共和国側支配地域で行われた2シーズンを公式記録として認めず、1部リーグの顔ぶれを内戦開始前の1936年夏の時点に戻したうえで、この最終シーズンを開催させた。また、カタルーニャ語や英語の入ったクラブ名は「カスティーリャ化」された。

## 各シーズンの結果
| 1903-1904       | クルブ・エスパニョール | FCインテルナシオナル   | カタラーFC           | 9 (10) |      |      |      |      |
| 1904-1905       | FCバルセロナ           | クルブ・エスパニョール | FCインテルナシオナル | 5      |      |      |      |      |
| 1905-1906       | イクスSC               | FCインテルナシオナル   | FCバルセロナ         | 4 (6)  |      |      |      |      |
| 1906-1907       | イクスSC               | FCバルセロナ           | カタラーFC           | 3      |      |      |      |      |
| 1907-1908       | イクスSC               | FCバルセロナ           | FCエスパーニャ       | 4 (5)  |      |      |      |      |
| 1908-1909       | FCバルセロナ           | FCエスパーニャ         | CDエスパニョール     | 5      |      |      |      |      |
| 1909-1910       | FCバルセロナ           | CDエスパニョール       | ウニベルシタリSC     | 7      |      |      |      |      |
| 1910-1911       | FCバルセロナ           | カタラーFC             | ウニベルシタリSC     | 5      |      |      |      |      |
| 1911-1912       | CDエスパニョール       | FCエスパーニャ         | FCバルセロナ         | 6      |      |      |      |      |
| 1912-1913 (FCF) | FCエスパーニャ         | RCDエスパニョール      | ウニベルシタリSC     | 6      |      |      |      |      |
| 1912-1913 (FAC) | FCバルセロナ           | FCバルセロナC          | アベンスFC           | 6      |      |      |      |      |
| 1913-1914       | FCエスパーニャ         | FCインテルナシオナル   | RCDエスパニョール    | 11     |      |      |      |      |
| 1914-1915       | RCDエスパニョール      | FCバルセロナ           | FCエスパーニャ       | 10     |      |      |      |      |
| 1915-1916       | FCバルセロナ           | FCエスパーニャ         | CEサバデル           | 9      |      |      |      |      |
| 1916-1917       | FCエスパーニャ         | RCDエスパニョール      | CEサバデル           | 7      |      |      |      |      |
| 1917-1918       | RCDエスパニョール      | FCエスパーニャ         | FCバルセロナ         | 6      |      |      |      |      |
| 1918-1919       | FCバルセロナ           | RCDエスパニョール      | FCエスパーニャ       | 6      |      |      |      |      |
| 1919-1920       | FCバルセロナ           | CEサバデル             | RCDエスパニョール    | 6      |      |      |      |      |
| 1920-1921       | FCバルセロナ           | CEエウロパ             | RCDエスパニョール    | 6      |      |      |      |      |
| 1921-1922       | FCバルセロナ           | CEエウロパ             | アベンスFC           | 6      |      |      |      |      |
| 1922-1923       | CEエウロパ             | FCバルセロナ           | CEサバデル           | 6      |      |      |      |      |
| 1923-1924       | FCバルセロナ           | CEエウロパ             | RCDエスパニョール    | 6      |      |      |      |      |
| 1924-1925       | FCバルセロナ           | RCDエスパニョール      | UEサンツ             | 8      |      |      |      |      |
| 1925-1926       | FCバルセロナ           | UEサンツ               | CEサバデル           | 8      |      |      |      |      |
| 1926-1927       | FCバルセロナ           | CEエウロパ             | RCDエスパニョール    | 8      |      |      |      |      |
| 1927-1928       | FCバルセロナ           | CEエウロパ             | RCDエスパニョール    | 8      |      |      |      |      |
| 1928-1929       | RCDエスパニョール      | CEエウロパ             | FCバルセロナ         | 6      |      |      |      |      |
| 1929-1930       | FCバルセロナ           | RCDエスパニョール      | CEエウロパ           | 6      |      |      |      |      |
| 1930-1931       | FCバルセロナ           | CEサバデル             | FCバダローナ         | 6      |      |      |      |      |
| 1931-1932       | FCバルセロナ           | CEエスパニョール       | CEジュピテル         | 8      |      |      |      |      |
| 1932-1933       | CEエスパニョール       | FCバルセロナ           | FCパラフルゲイ       | 8      |      |      |      |      |
| 1933-1934       | CEサバデル             | CEエスパニョール       | FCバルセロナ         | 8      |      |      |      |      |
| 1934-1935       | FCバルセロナ           | CEサバデル             | CEジュピテル         | 6      |      |      |      |      |
| 1935-1936       | FCバルセロナ           | FCバダローナ           | CEサバデル           | 6      |      |      |      |      |
| 1936-1937       | CEエスパニョール       | FCバルセロナ           | ジローナFC           | 6      |      |      |      |      |
| 1937-1938       | FCバルセロナ           | CEジュピテル           | FCバダローナ         | 8      |      |      |      |      |
| 1938-1939       | 中止                   | 中止                   | 中止                 | 中止   | 中止 | 中止 | 中止 | 中止 |
| 1939-1940       | RCDエスパニョール      | ジローナFC             | FCバルセロナ         | 6      |      |      |      |      |

## 優勝回数
- FCバルセロナ：23回
- RCDエスパニョール：9回
- FCエスパーニャ：3回
- イクスSC：3回
- CEサバデイ：1回
- CEエウロパ：1回
- イスパニアAC：1回